# Benediktinerinnen von der heiligen Lioba

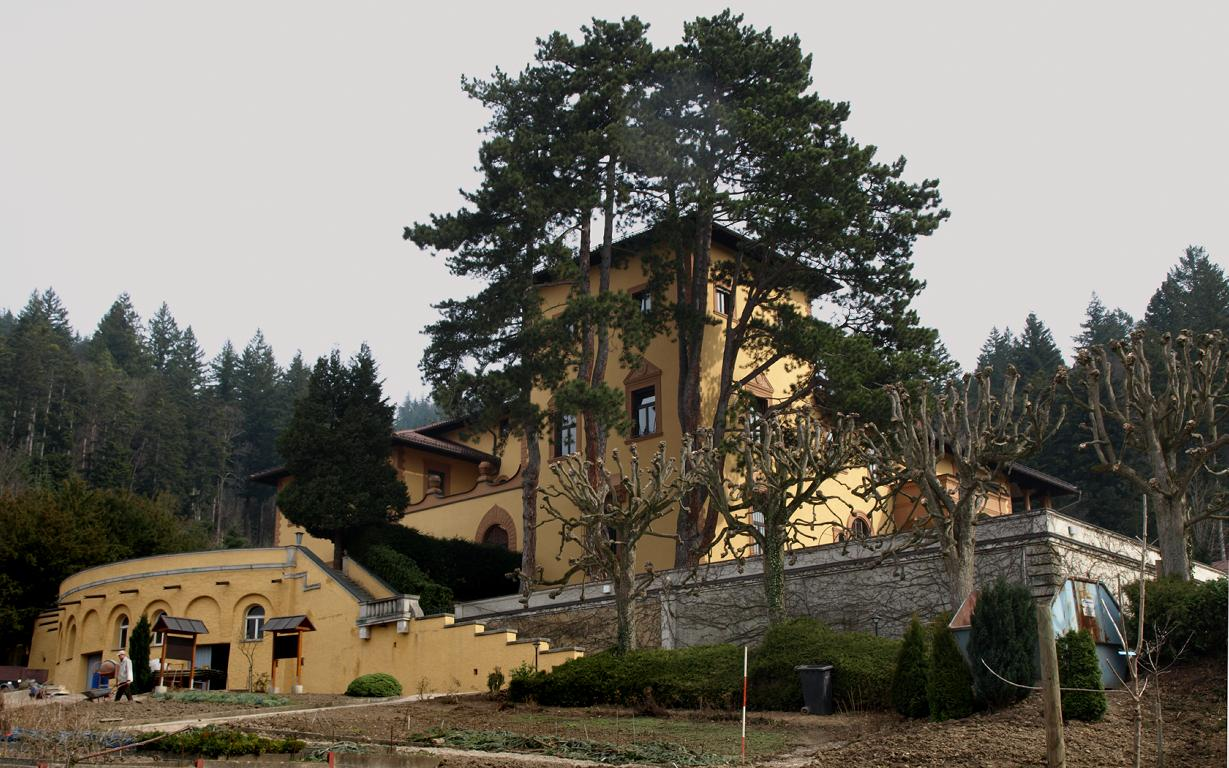
Mutterhaus in Freiburg

Die Benediktinerinnen von der heiligen Lioba (auch: Liobaschwestern) sind eine benediktinische Schwesternföderation, die 1927 in Freiburg-Günterstal von Maria Föhrenbach gegründet wurde. Sie sind nicht zu verwechseln mit der von Hildegard Michaelis 1935 in den Niederlanden gegründeten Sankt-Lioba-Gemeinschaft (mit weiteren Klöstern in der Schweiz und in Frankreich).

## Geschichte

### Vorgeschichte ab 1918
Die aus großbürgerlichem Hause stammende Badenerin Maria Föhrenbach (1883–1961), die während des Ersten Weltkriegs Lazarettdienst getan hatte und 1918 Leiterin der Säuglingspflegerinnenschule im neu errichteten Kinderkrankenhaus St. Hedwig in Freiburg im Breisgau geworden war, fasste (zusammen mit ihrer älteren Kollegin Elisabeth Steinbacher, 1876–1932) die Gründung einer benediktinischen Schwesternschaft ins Auge, nachdem sie bei Besuchen in den Klöstern Einsiedeln und Beuron den Ruf dazu verspürt hatte. Zusammen mit der 1920 dazugestoßenen Germanistin Lieselotte Wulff (1896–1961) begann sie 1921 ein Noviziat im Kloster Eibingen, wurde am 1. Mai eingekleidet und nahm den Ordensnamen Maria Benedicta an (gleichzeitig Lieselotte Wulff den Namen Hildegardis).

### Gründung in Günterstal
Da jedoch die in Rom eingereichten Statuten abgelehnt wurden, kam es zum Abbruch des Noviziats und Rückkehr der beiden Frauen nach Freiburg. Im Einvernehmen mit Erzbischof  Karl Fritz gründeten nun die drei Frauen den weltlichen Verein St. Lioba e. V., legten private Gelübde ab und kleideten weitere Mitglieder ein. 1922 erreichten sie den Status von Regularoblatinnen (mit jährlicher Profess). Die Schwesternschaft wuchs schnell und erreichte am 21. März 1927 mit römischer Genehmigung den Status einer kanonisch errichteten Kongregation (Name: Kongregation der Schwestern von der heiligen Lioba, Charakteristikum: die Verbindung von benediktinischer Spiritualität mit Caritas und Seelsorgehilfe). Zur Priorin wurde Maria Föhrenbach gewählt (nachdem sich Elisabeth Steinbacher ab 1923 in Konstanz engagiert hatte und Lieselotte Wulff sich ab 1927 nach Rumänien orientierte). Sitz der Kongregation wurde die gekaufte Villa Wohlgemuth in Günterstal (künftig: Kloster St. Lioba). Von 1928 bis 1933 unterhielt Edith Stein enge Kontakte zum Kloster, auf das sie durch Placida Laubhardt aufmerksam geworden war. Zu den bekannteren Mitgliedern gehörten auch Katharina Katzenmaier (1918–2000) und Michaela von Neipperg (1885–1957).

### Weitere Gründungen
Von Günterstal aus kam es zu weiteren Gründungen, aus denen wiederum Tochterklöster hervorgingen:
- 1931: Temeswar in Rumänien (unter Bischof Augustin Pacha) durch Hildegardis Wulff (1949 vertrieben)
- 1933–2007: Tauberbischofsheim (Wirkungsort der Lioba von Tauberbischofsheim, Patronin der Kongregation)
- 1935: Namur (Kloster Coquelet) durch Josephine von Belgien (1872–1958), die nach dem Tod ihres Gemahls Karl Anton (Hohenzollern) der Kongregation beitrat (nach ihrem Tod aufgelöst)
- 1935: Sonderburg in Dänemark durch Gertrud Ballin, Tochter des zum Katholizismus übergetretenen jüdischen Malers Mogens Ballin (1841–1914).[1] 1963 Umzug in einen Klosterneubau in Frederiksberg bei Kopenhagen (bestehend: Sankt Lioba kloster, Jens Jessensvej 7, 2000 Frederiksberg DK)
- 1946–1994: Kloster Wald (Heimschule)
- 1975: Begumganj (Madhya Pradesh) in Indien. 1992 verlegt nach Bhopal. Heute 17 Niederlassungen mit 115 Schwestern.
- 2007: Cella St. Lioba am Petersberg bei Fulda
- 2008: Übernahme des Klosters St. Gabriel (gegründet 1888 in Prag, 1920 verlegt nach Schloss Bertholdstein in Österreich, seit 2008 in Sankt Johann bei Herberstein)

## Föderation der heiligen Lioba
1955 schlossen sich die unabhängigen Priorate zur Föderation der heiligen Lioba zusammen und wählten Maria Föhrenbach zur Generalpriorin.